# Alejandro Magno (videojuego)

Alejandro Magno (título original: 'Alexander') es un juego de estrategia en tiempo real creado por GSC Game World (creadores de Cossacks: European Wars y Cossacks II: Napoleonic Wars) y publicado por Ubisoft, basado en la película de 2004 del mismo nombre. En España fue distribuido por CodeGame.

## Jugabilidad
El modo de juego de Alexander comparte varias similitudes con el de la serie Cossacks, siendo notables también elementos de la serie Age of Empires y Age of Mythology.[cita requerida] El menú principal permite al jugador jugar uno de los siguientes tres modos: Campaña, Misión y Escaramuza. En la Campaña, el jugador podrá jugar inicialmente la campaña macedonia de Alejandro Magno, y completarla también desbloqueará las campañas de Persia, Egipto e India, las otras tres facciones jugables.  Las cinco misiones disponibles se utilizan para probar las técnicas de estrategia del jugador. El modo Escaramuza te permite construir un juego aleatorio en un continente o en islas, con recursos predefinidos de aldea, ciudad o imperio, y hasta 7 jugadores en el campo, incluido el jugador, con una dificultad asignada.

### Campañas
- Alejandro Magno: Esta es la única campaña que sigue los acontecimientos históricos, concretamente las conquistas de Alejandro Magno.
  1. Domar Macedonia
  2. La batalla de Queronea
  3. Asesinato de Filipo
  4. La batalla del Granico
  5. Campaña contra Troya
  6. El nudo gordiano
  7. El combate de Issos
  8. El asedio de Tiro
  9. La fundación de Alejandría
  10. El oráculo de Amón
  11. La batalla de Gaugamela
  12. La persecución de Bessos
  13. Dirta, Aornos, Taxila
  14. La batalla del Hidaspes
  15. Los confines del mundo

- Campaña Persa: basada en la ucronía de una victoria persa en Gaugamela que cambia el curso de la guerra y culmina con la anexión de Macedonia por parte de Darío III.
  1. La batalla de Gaugamela
  2. La persecución de Alejandro
  3. Construir la flota
  4. La conquista de Grecia
  5. Tormenta en Pella

- Egipto

- India

## Recepción
Alejandro Magno recibió críticas mixtas, obteniendo un 56 de 100 de Metacritic. Steve Butts de IGN dio una crítica mixta, describiendo el juego como "tradicional y predecible", elogiando sus gráficos pero criticando el juego por las batallas que percibió como ausentes en gran medida de las tácticas. Craig Beers de GameSpot le dio al juego 5.2 de 10, declarando que tenía controles deficientes y que sufría de numerosas fallas e inexactitudes fácticas, aunque elogió sus imágenes. Jim Rossignol, escribiendo en PC Format, le dio al juego una puntuación del 70%, declarando que el combate dentro de él "depende más de clics apresurados y números puros que del uso inteligente de habilidades tácticas", y afirmó que era inferior a los juegos contemporáneos en la Serie Total War.
Kieron Gillen de Eurogamer hizo una crítica negativa del juego, declarando que "Esto es basura" y afirmando que no hizo nada mejor que sus contemporáneos del mismo género. GameSpy le dio al juego una calificación de "Pobre", describiéndolo como "un truco de historia bonito con controles horribles", y descubrió que su modo "Escaramuza" era casi imposible de jugar debido al retraso.